# Bjelovar
Bjelovar é uma cidade do centro da Croácia com uma população de 41.869 (2001). Bjelovar é o centro administrativo do condado de Bjelovar-Bilogora.